# Strada europea E607
La strada europea E607 è una strada europea che collega Digoin a Chalon-sur-Saône. Come si evince dalla numerazione, si tratta di una strada di classe B posta nell'area delimitata a nord dalla E60, a sud dalla E70, ad ovest dalla E05 e ad est dalla E15.

## Percorso
La E607 è definita con i seguenti capisaldi di itinerario: "Digoin - Chalon-sur-Saône".